# Психопатологія
Психопатоло́гія (грец. ψυχή — душа, грец. πάθος — хвороба і грец. λογος — вчення) — розділ психіатрії та клінічної психології, що вивчає психічні розлади з точки зору медицини й психології. Основні методи — клінічний нагляд і бесіда . Є синонімом терміна психіатрія. 
Предметом психопатології (психіатрії) є психічні розлади, які описуються на медичній мові, тобто розглядувані з точки зору етіології, патогенезу (мозкові механізми, а не психологічні), клінічних проявів та лікування. На відміну від патопсихології, предметом якої є психологічні механізми розладів, які описуються з опорою на загальнопсихологічні теорії, які зіставляються із механізмами розвитку психічних функцій (зіставлення розвитку психічної функції та її розпаду). Таким чином, об'єкт психопатології та патопсихології є однаковим - психічні розлади, однак предмети є різними. 
Наприклад, для ідеаторної апраксії симптоматика (з точки зору медичної семіотики) - утруднення (або неможливість) планування послідовності дій, що з точки зору окремої психопатології є ознакою порушень лобової частини мозку (за іншими даними страждає премоторна зона лобової частки домінантної півкулі). У свою чергу, найчастішими причинами її розвитку є: пухлини лобових часток, судина патологія або первинно-дегенеративне ураження лобних часток при локальних коркових атрофіях (хвороба Піка, лобно-скронева атрофія тощо).

## Розділи
- Загальна психопатологія — вивчає основні, властиві багатьом психічним хворобам, закономірності проявлення та розвитку патології психічної діяльності, загальні питання етіології й патогенезу, природу психопатологічних процесів, їх причини, принципи класифікації, методи дослідження й лікування.
- Окрема психопатологія — вивчає окремі психічні захворювання, їх етиологію, патогенез, клініку, закономірності розвитку, способи лікування и відновлення працездатності. Мова при окремих психічних захворюваннях вивчається у рамках медичної семіотики.